# Gárdonyi Géza Emlékmúzeum
A Gárdonyi Géza Emlékmúzeum Gárdonyi Géza egri otthonában berendezett, 1952-ben megnyílt irodalmi emlékhely, ahol az író 1897-től 1922-ben bekövetkezett haláláig élt és alkotott. A Gárdonyi utca 28. szám alatt működő múzeum a Dobó István Vármúzeum szervezeti egysége. Egykori muzeológusa, Korompai János tevékenysége nyomán közel eredeti állapotában rekonstruálva, az író egykori bútordarabjaiból, berendezési tárgyaiból, relikviáiból és könyvtárából összeállított állandó kiállítás várja a látogatókat.

## Története
Az 1891 után Budapesten újságíróskodó Gárdonyi a főváros társadalmi életéből kiábrándulva vidéken keresett magának lakhelyet. 1896 októberében Egerben járt, s barátai ösztönzésére 1897. február 10-én 750 forintért vásárolta meg az egri vártól keletre elterülő Sáncnegyedben, a Hóhér-domb lankáin álló Takács utcai parasztházat. Március végén indultak meg az átalakítások, melyek során megemelték a házfalakat, a kisebb ablakokat nagyobbakra cserélték le, továbbá új cserépfedés került a tetőre. Az író édesanyjával és két idősebb fiával – Sándorral és Józseffel – 1897. június 22-én költözött Egerbe. A ház a hagyományos háromosztatú parasztházak alaprajzi sajátosságainak megfelelően a déli oldalán húzódó tornácból, belül pedig egy pitvarból (előszobából), és az abból balra, illetve jobbra nyíló egy-egy szobából áll. A balra eső – az utcára, illetve az egri várra néző – szobát az író foglalta el, itt alakította ki hálóhelyét és első dolgozószobáját, a család többi tagja a hátsó szobát foglalta el, a könyveket pedig az egymásra torlódó könyvesszekrényekkel jobb híján az előszobában helyezték el.
A helyszűke hamarosan nyilvánvalónak bizonyult, emellett Gárdonyit zavarta munkájában az utcáról beszűrődő zaj. Így hát kapva kapott az alkalmon, amikor megvételre ajánlották a szomszédos területet: megvásárolta, és családja számára 1899-ben egy új házat építtetett rajta. Ugyanakkor megtoldotta a régi ház hátsó szobáját, hogy az kétszeresére növekedett, és itt alakította ki új dolgozószobáját, míg az utcafronti szobát továbbra is hálószobaként használta. A meghosszabbított rész fölé, a mennyezetbe ablakot vágatott, így dolgozóasztala közvetlen természetes megvilágítást kapott. Kevéssel később a hálószobája előtti földsávot is megvásárolta a várostól és előkertet alakított ki az így nyert területen, míg háza körüli kertjét valóságos arborétummá fejlesztette. Huszonöt éven keresztül, 1897 nyarától egészen 1922. október 30-án bekövetkezett haláláig élt itt az író. A teremtő egri magányhoz, „egri remeteségéhez” kötődnek életművének maradandó darabjai (Az én falum, 1898; Egri csillagok, 1901; A láthatatlan ember, 1902; Isten rabjai, 1908; Szunyoghy miatyánkja, 1913; Ida regénye, 1920; stb.).
Halálát követően fiai eredeti állapotában őrizték meg a lakóház berendezését és relikviáit. Idősebbik fia, Gárdonyi Sándor a második világháború során is mindent megtett a hagyaték megőrzéséért, és végül törekvései eredményeként 1952-ben a régi házban az eredeti bútorzattal és Gárdonyi közel teljes magánkönyvtárával megnyílt a Gárdonyi Géza Emlékmúzeum. Az egyben maradt hagyaték egy része – levelezések, jegyzetek, okmányok, újságkivágatok, berendezési tárgyak – ekkor a Dobó István Vármúzeumba került, s az emlékmúzeumban Gárdonyi tízezer kötetesre rúgó magánkönyvtára, illetve házának főbb berendezési tárgyai maradtak. 1962 után a Dobó István Vármúzeum irodalomtörténész muzeológusa, Korompai János kezelte és bővítette a Gárdonyi-emlékhely gyűjteményét, elvégezte a hagyaték tételes nyilvántartásba vételét és rendszerezését. Az egykor nagy kiterjedésű Gárdonyi-kertet a 20. század során felparcellázták, de a megmaradt kert több fáját és cserjéjét még Gárdonyi ültette. A Gárdonyi fiúknak felépített új házat lebontották, helyén ma modern lakóépület áll.

## Állandó kiállítása

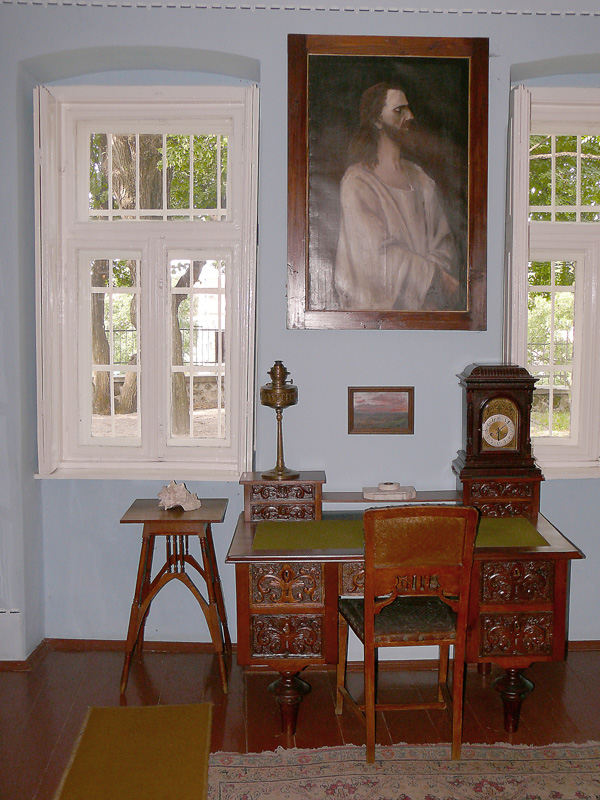
A hálószobai dolgozóasztal a Munkácsy-reprodukcióval

A látogató az előszobán keresztül jut be a házba, ahol a fal mentén sorakozó, az író hagyatékából fennmaradt könyvekkel, bekötött szakfolyóiratokkal és zeneműgyűjteményekkel teli könyvszekrények mellett az író József nevű fiáról festett portréja látható egy festőállványon. Emellett itt található Gárdonyi utazóbőröndje, amellyel konstantinápolyi, franciaországi és olaszországi útjain járt, anyagot gyűjtendő készülő történelmi regényeihez. A bal oldalra nyíló helyiség az író utcafrontra néző, kétablakos hálószobája volt. Itt található egyszerű rézágya – amely később halálos ágya is lett –, valamint a két ablak között egy kisebb faragott dolgozóasztal. Ez volt 1897-es Egerbe költözésekor első íróasztala, ezen írta meg Az én falum novelláit és az Egri csillagokat. Az asztalon díszes zenélő órája áll, felette a falon pedig Munkácsy Mihály Krisztus Pilátus előtt című pannójának részlete függ Gárdonyi saját kezű reprodukciójában. A hálószoba ágy felőli fala, illetve a ruhásszekrények ajtótáblái is tanúi az író műkedvelő festészetének: tájképei mellett fivéreiről és fiairól készített portréfestményei is megtalálhatóak itt. A helyiség további berendezési darabjai az író kedves pianínója, fajansz mosdószekrénye, öntöttvas kályhája, valamint a konstantinápolyi útjáról hozott hatalmas keleti szőnyeg.

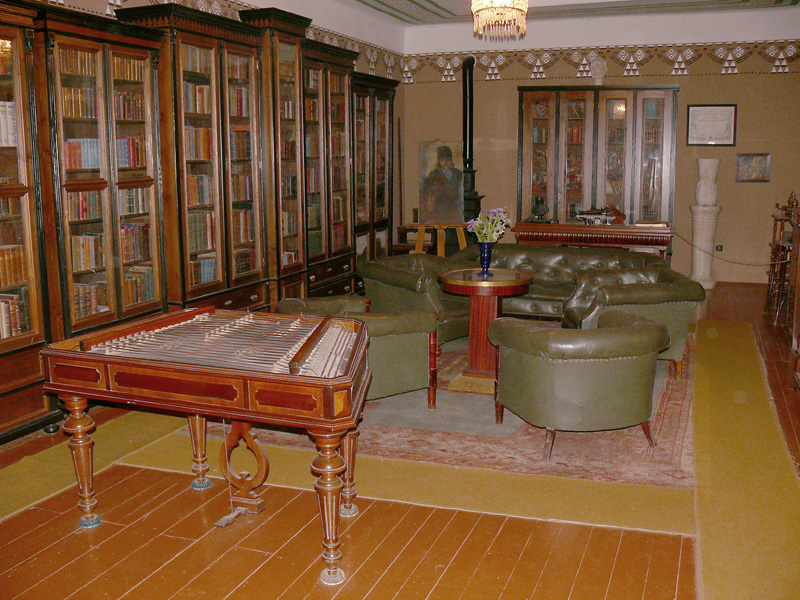
A dolgozószoba

Az előszobából jobbra nyíló dolgozószoba csaknem eredeti állapotában várja a látogatókat. A helyiség méretei impozánsak, a ház átalakítása során Gárdonyi 11 méteresre hosszabbíttatta meg a szobát. A rekonstruált fal- és mennyezetfestés mellett figyelmet érdemel a dolgozószoba távolabbi végében, az író nagy dolgozóasztala fölött a mennyezetbe vágott világítóablak. Gárdonyi életében jobbadán innen kapott megvilágítást a szoba, a tornác felőli ablakok tábláit ugyanis rendszerint szorosan zárva tartotta az író. Az ablakokkal szembeni hosszabbik, valamint a két oldalsó fal mentén Gárdonyi könyvtárának helyet adó könyvszekrények sorakoznak. A szoba túlsó felében áll nagy dolgozóasztala, előtte, a helyiség központi részén vendégfogadásra alkalmas zöld kárpitos ülőgarnitúrája és dohányzóasztala helyezkedik el. A bejárat közelében áll Dankó Pista cigányprímás cimbalma, amelyet zálogban hagyott a sanremói gyógyíttatására pénzt kölcsönző Gárdonyinál. A berendezés kisebb darabjai az író szenvedélyeiről vallanak: az íróasztal közelében utolsó, befejezetlen festménye áll egy szőnyegárus székely legényről, az ablak közelében a technikai-tudományos újdonságokra nyitott Gárdonyi fényképezőeszközeit és mikroszkópját, valamint közel negyven tajtékpipát tartalmazó pipatóriumát helyezték el. Ugyancsak az ablakok közelében található az író életének dokumentumaiba betekintést nyújtó tárló Gárdonyi kézirataival, jegyzeteivel és hivatalos okmányaival.
Az épület utcafronti és tornác felőli falán három emléktábla állít emléket az író munkásságának. A kertnek a ház háta mögé eső részében, Gárdonyi kedvelt pihenőhelyén helyezték el 1965-ben az író ülő bronzszobrát, Somogyi Árpád alkotását.